# Leandra Leal
Leandra Leal   (Rio de Janeiro, 8 de setembre de 1982) nom artístic de Leandra Rodrigues Leal Braz e Silva és una actriu brasilera.

## Carrera
És filla de l'actriu Angela Leal. Va començar en el teatre als set anys i en la televisió als vuit, quan va gravar l'últim capítol de la novel·la Pantanal, on també va treballar la seva mare.
Gràcies a una rara habilitat per a interpretar personatges al cinema, el teatre i la televisió, Leandra Leal és considerada avui una de les més grans actrius de la seva generació, compatible amb una carrera que inclou novel·les, obres de teatre i pel·lícules d'èxit.
Va ser premiada a nivell nacional i internacional, amb només 13 anys, la interpretació a A Ostra e o Vento, la seva primera pel·lícula, on va treballar amb actors com Lima Duarte i Fernando Torres. Ha treballat amb importants directors com el brasiler Walter Lima Jr., Jorge Furtado, Murilo Salles, Paulo César Saraceni, Julio Bressane, Sérgio Rezende, Moacyr Góes o José Eduardo Belmonte.
Al teatre, va escriure, va dirigir i va produir la peça de Impressões do Meu Quarto amb Bianca Gismonti en 2005. A més de participar en el muntatge del clàssic de Pedro Antonio Nacional Se correr o bicho pega, se ficar o bicho come, Tartufo, dirigida per Tonio Carvalho i Simpatía, dirigida per Renata Melo.
Com a productora, ha realitzat nombrosos espectacles en el teatre de la seva família - Teatro Rival - com Seu Jorge, Mundo Livre SA, Los Sebosos Postizos, Cordel do Fogo Encantado i Paula Lima.
A finals de 2008 debutó como directora de teatre amb Mercadorias e Futuro, de José Paes de Lira. El 2009 participà a la sèrie Decamerão: A Comédia do Sexo i posteriorment ha compaginat la seva tasca com actriu amb la de productora i directora de teatre. El 2014 a guanyar el premi a la millor actriu en la XX Mostra de Cinema Llatinoamericà de Catalunya pel seu paper a O Lobo Atrás da Porta.

## Filmografia

### Televisió
| Any           | Títol                              | Personatge                         | Nota                                          |
| ------------- | ---------------------------------- | ---------------------------------- | --------------------------------------------- |
| 1990          | Pantanal                           | Maria Marruá Leôncio               | Episodi: "10 de dezembro"                     |
| 1991          | A História de Ana Raio e Zé Trovão | Kátia                              | Episodi: "13 de fevereiro"                    |
| 1994–96       | Confissões de Adolescente          | Mariana                            |                                               |
| 1995          | Explode Coração                    | Yanka Sbano                        |                                               |
| 1996          | Você Decide                        | Laura                              | Episodi: "Um Mundo Cão"                       |
| 1997          | A Indomada                         | Lúcia Helena de Mendonça (jove)    | Episodis: "17–24 de fevereiro"                |
| 1997–98       | Globo Ciência                      | Apresentadora                      |                                               |
| 1998          | Você Decide                        | Flávia                             | Episodi: "Seria Trágico, Se não Fosse Cômico" |
| 1998          | Mulher                             | Lilian                             | Episodi: "Repulsa"                            |
| 1998          | Pecado Capital                     | Clarelis Batista                   |                                               |
| 2000          | A Muralha                          | Beatriz Ataíde Olinto              |                                               |
| 2000          | O Cravo e a Rosa                   | Bianca Batista das Neves           |                                               |
| 2000          | Brava Gente                        | Margarida                          | Episodi: "Lira Paulistana"                    |
| 2002          | Pastores da Noite                  | Otália                             | Episodi: "Um Vestido para Otália"             |
| 2002          | Copas de Mel                       | Vitória                            | Episodi: "1992"                               |
| 2003          | Sítio do Picapau Amarelo           | Guinevere                          | Episodi: "A Lenda do Rei Arthur"              |
| 2003–04       | A Grande Família                   | Viviane Vidal (Vivi)               | Temporades 3–4                                |
| 2004          | Um Só Coração                      | Úrsula Schmidt da Silva (Ucha)     |                                               |
| 2004          | Senhora do Destino                 | Maria Cláudia Tedesco (Claudinha)  |                                               |
| 2006          | Páginas da Vida                    | Sabrina Marcondes                  |                                               |
| 2007–08       | Cine Conhecimento                  | Apresentadora                      |                                               |
| 2008          | Ciranda de Pedra                   | Elza Carmelo Cassini (Elzinha)     |                                               |
| 2009          | Decamerão: A Comédia do Sexo       | Isabel                             |                                               |
| 2010          | Passione                           | Agostina Mattoli                   |                                               |
| 2011          | Insensato Coração                  | Adriana                            | Episodi: "19 de agosto"                       |
| 2011          | A História do Amor                 | Vários personagens                 |                                               |
| 2012          | As Brasileiras                     | Rosa Maria                         | Episodi: "A Sexóloga de Floripa"              |
| 2012          | Cheias de Charme                   | Maria do Rosário Monteiro da Silva |                                               |
| 2013          | Saramandaia                        | Zélia Tavares Vilar                |                                               |
| 2014          | Império                            | Cristina Bastos de Medeiros        |                                               |
| 2015          | Babilônia                          | Ella mateixa                       | Episodi: "12 de agosto"                       |
| 2016          | Justiça                            | Kellen Aparecida                   |                                               |
| 2019– present | Aruanas                            | Luíza Laes                         |                                               |
| 2020          | Mulheres Fantásticas               | Narradora                          | Episodi: "Maria Baderna"                      |

### Cinema
| Any  | Títol                                                                | Personatge        | Nota             |
| ---- | -------------------------------------------------------------------- | ----------------- | ---------------- |
| 1997 | A Ostra e o Vento                                                    | Marcela           |                  |
| 1999 | O Viajante                                                           | Sinhá             |                  |
| 2000 | O Maior                                                              |                   | Curtmetratge     |
| 2001 | Dias de Nietzsche em Turim                                           | Irene Fino        |                  |
| 2003 | O Homem que Copiava                                                  | Sílvia            |                  |
| 2004 | Cazuza - O Tempo Não Pára                                            | Bebel Gilberto    |                  |
| 2006 | Zuzu Angel                                                           | Sônia             |                  |
| 2007 | Nome Próprio                                                         | Camila            |                  |
| 2009 | Se Nada Mais Der Certo                                               | Georgina          |                  |
| 2009 | Insolação                                                            | Liuba             |                  |
| 2009 | My Favorite Things                                                   | Ana               | Curtmetratge     |
| 2011 | Estamos Juntos                                                       | Carmem            |                  |
| 2012 | Boca                                                                 | Silvia            |                  |
| 2013 | Bonitinha, mas Ordinária                                             | Ritinha           |                  |
| 2013 | Éden                                                                 | Karine            |                  |
| 2013 | O Uivo da Gaita                                                      | Luana             | també productora |
| 2013 | O Rio nos Pertence                                                   | Marina            | també productora |
| 2013 | Mato sem Cachorro                                                    | Zoé               |                  |
| 2014 | O Fim de uma Era                                                     |                   | també productora |
| 2014 | O Lobo Atrás da Porta                                                | Rosa Maria Correa |                  |
| 2015 | Chatô, o Rei do Brasil                                               | Lola Abranches    |                  |
| 2016 | La Vingança                                                          | Júlia             |                  |
| 2016 | Precisamos falar com os homens? Uma jornada pela igualdade de gênero | Narradora         | Documental       |
| 2017 | Love Film Festival                                                   | Luzia             |                  |
| 2017 | O Rastro                                                             | Leila             |                  |
| 2017 | Bingo: O Rei das Manhãs                                              | Lúcia             |                  |
| 2018 | O Homem que Falava com Borboletas                                    | Manuela           | també productora |
| 2020 | Alemão 2                                                             | Policial Freitas  |                  |

### Videoclips
| Any  | Artista     | Música            |
| ---- | ----------- | ----------------- |
| 2013 | Tianastácia | "Love Love"       |
| 2016 | Matheus VK  | "La Malemolência" |